# 儒勒·雷納爾

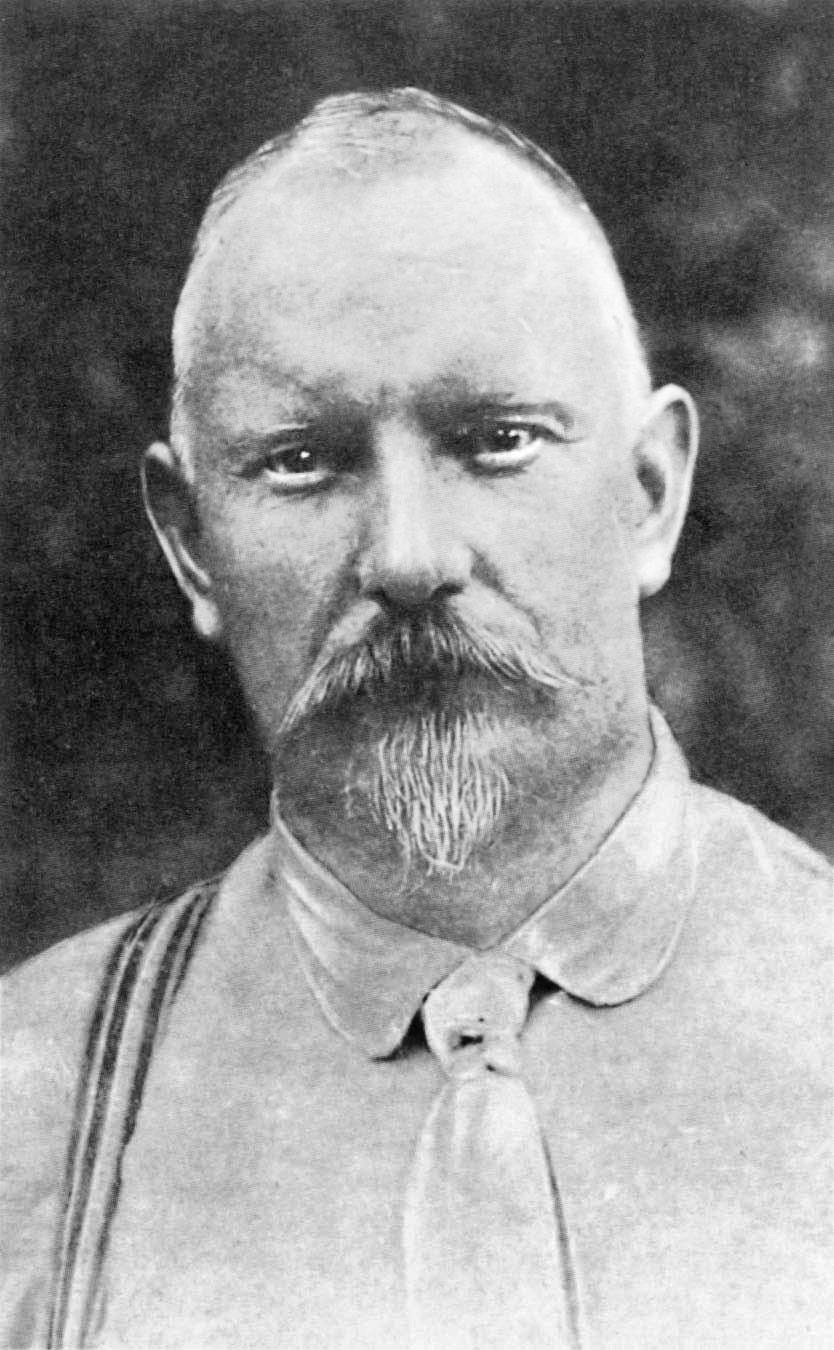

皮埃爾-儒勒·雷納爾（法語：Pierre-Jules Renard，發音：[pjɛʁ ʒyl ʁənaʁ]；1864年2月22日—1910年5月22日），法國小说家、散文家。

## 生平
勒纳尔出生于法国马建河畔的沙隆迪曼恩，两岁不到就随家迁回涅夫勒省的希特里莱米讷居住。父母偏爱哥哥姐姐，勒纳尔经常遭受打骂。1883年从中学毕业。他没能进入高等师范学校。1885年－1886年他到布尔日服兵役，后从事过铁路职员，家庭教师等职业。1888年4月，勒纳尔结婚，婚后居住在巴黎，经常为报刊撰写稿件。他经常出入文艺咖啡馆和沙龙，参加了法兰西水星社，结识了阿尔丰斯·都德、埃德蒙·罗斯丹和maurice barres等人
1896年后，勒纳尔致力于戏剧创作。1904年他作为社会党候选人，被选为希特里市市长。1907年经奥克塔夫·米尔博推荐，勒纳尔被选入龚古尔学院。1910年因动脉硬化去世。

## 主要作品
- 《鄉村的犯罪》（Crime de Village，1888）
- 《胡蘿蔔鬚》（Poil de carotte，1894）
- 《博物志》（Histoires naturelles，1894）
- 《凡尔奈先生》（Monsieur Vernet，1903）
- 《日记》（Journal，1925）